# Bactris campestris
Bactris campestris là loài thực vật có hoa thuộc họ Arecaceae. Loài này được Poepp. mô tả khoa học đầu tiên năm 1837.